# Andrea Arístegui
Andrea Alejandra Arístegui Armijo (Santiago, 2 de agosto de 1979) es una periodista y presentadora de televisión chilena. Actualmente forma parte del canal Chilevisión, donde coanima el matinal Contigo en la mañana. Anteriormente, trabajó en Mega y Radio Infinita, destacándose por su trayectoria en los medios de comunicación de Chile.

## Estudios
Estudió en el Colegio Hispano Americano de Santiago. Luego ingresó a la carrera de licenciatura en Comunicación Social de la Pontificia Universidad Católica de Chile (PUC), titulándose como periodista. Realizó estudios en Israel y fue becada por The International Visitor Leadership Program (IVLP), programa de intercambio profesional del Departamento de Estado de los Estados Unidos.

## Carrera profesional
En 2001 ingresó al Departamento de Prensa de Televisión Nacional de Chile. Fue destinada al área internacional, donde incluso llegó a ser editora. Ha sido corresponsal en distintos hechos noticiosos y ha estado a cargo de coberturas especiales como los atentados en Estados Unidos de 2001, la guerra en Irak, la muerte de Juan Pablo II y la elección de Benedicto XVI, los atentados en Madrid, la elección de Barack Obama, el golpe de Estado en Honduras de 2009, el asesinato de Osama bin Laden y el terremoto en Japón de 2011, entre otros.[cita requerida]
Ha conducido el noticiero 24 horas —en TVN y su canal 24 horas— en diversas franjas horarias; 24 horas en la mañana (2012-2014), La mañana informativa (2013), 24 horas al día (2009-2013), 24 horas en el mundo, (2010-2012), 24 horas central y 24 horas informa. En octubre de 2015 asumió como presentadora del programa político Estado nacional, y en 2016 se integró como panelista del matinal Muy buenos días.
En 2015 se integró a Radio ADN, donde por cuatro años condujo el programa La prueba de ADN. Hizo dupla con José Antonio Neme, Fernando Paulsen, Antonio Quinteros e Iván Núñez.
En diciembre de 2018 dejó TVN, tras 17 años, para emigrar a Mega, y en 2019 se convirtió en la presentadora de las ediciones matinal y tarde del noticiero Meganoticias. Además, ingresó a Radio Infinita donde actualmente conduce el programa Doble opuesto.
En enero de 2025, renunció a Mega para unirse a Chilevisión, donde comenzó a conducir el matinal Contigo en la mañana junto a Julio César Rodríguez.